# Chevigny-Saint-Sauveur
Chevigny-Saint-Sauveur este o comună în departamentul Côte-d'Or, Franța. În 2009 avea o populație de 10,076 de locuitori.

## Evoluția populației
| An        | 1975  | 1982  | 1990  | 1999   | 2006  | 2009   |
| --------- | ----- | ----- | ----- | ------ | ----- | ------ |
| Populație | 5,647 | 7,137 | 8,223 | 10,141 | 9,460 | 10,076 |